# Brouwerij Dilewyns

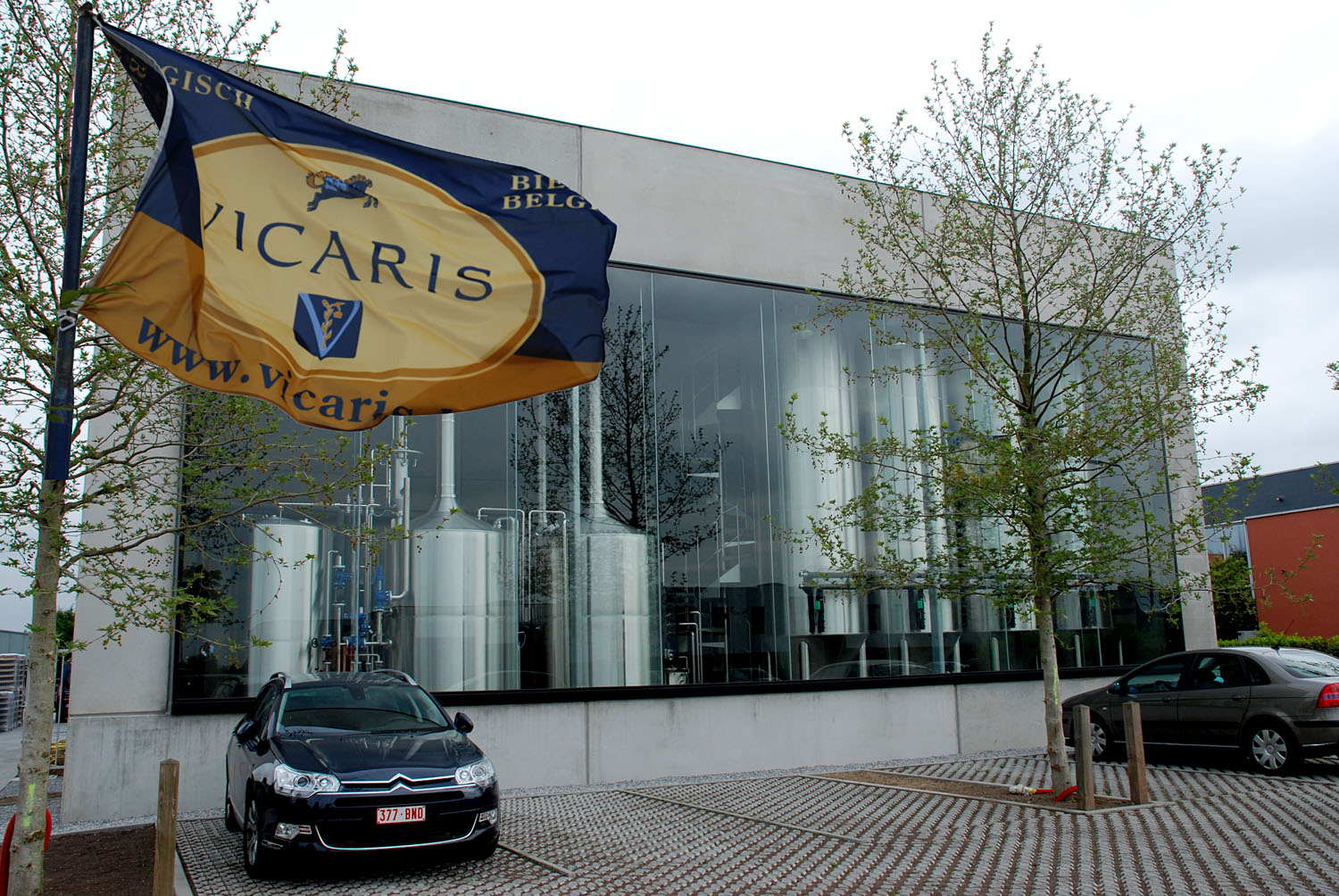
Brouwerij Dilewyns

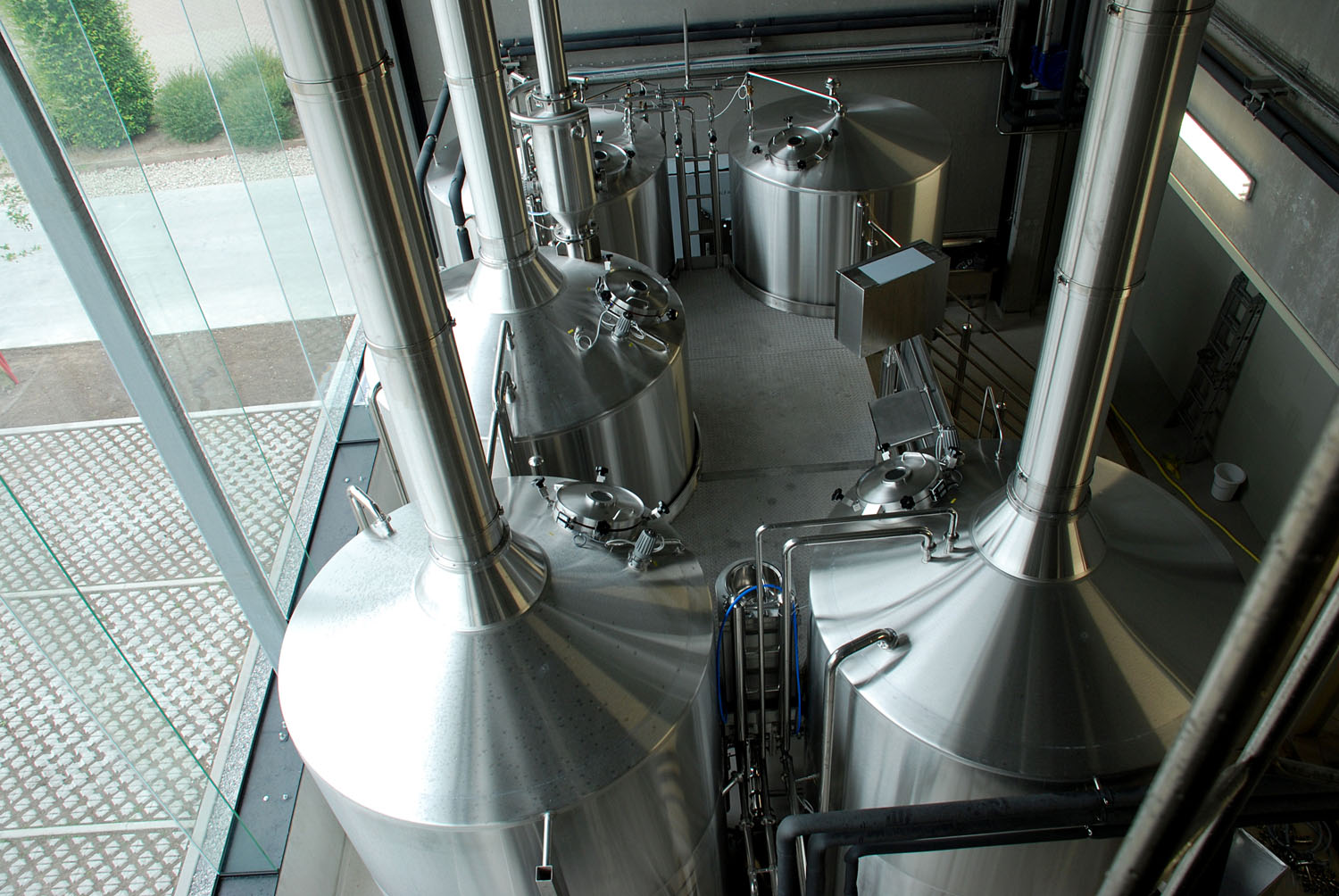
Brouwerij Dilewyns brouwinstallatie

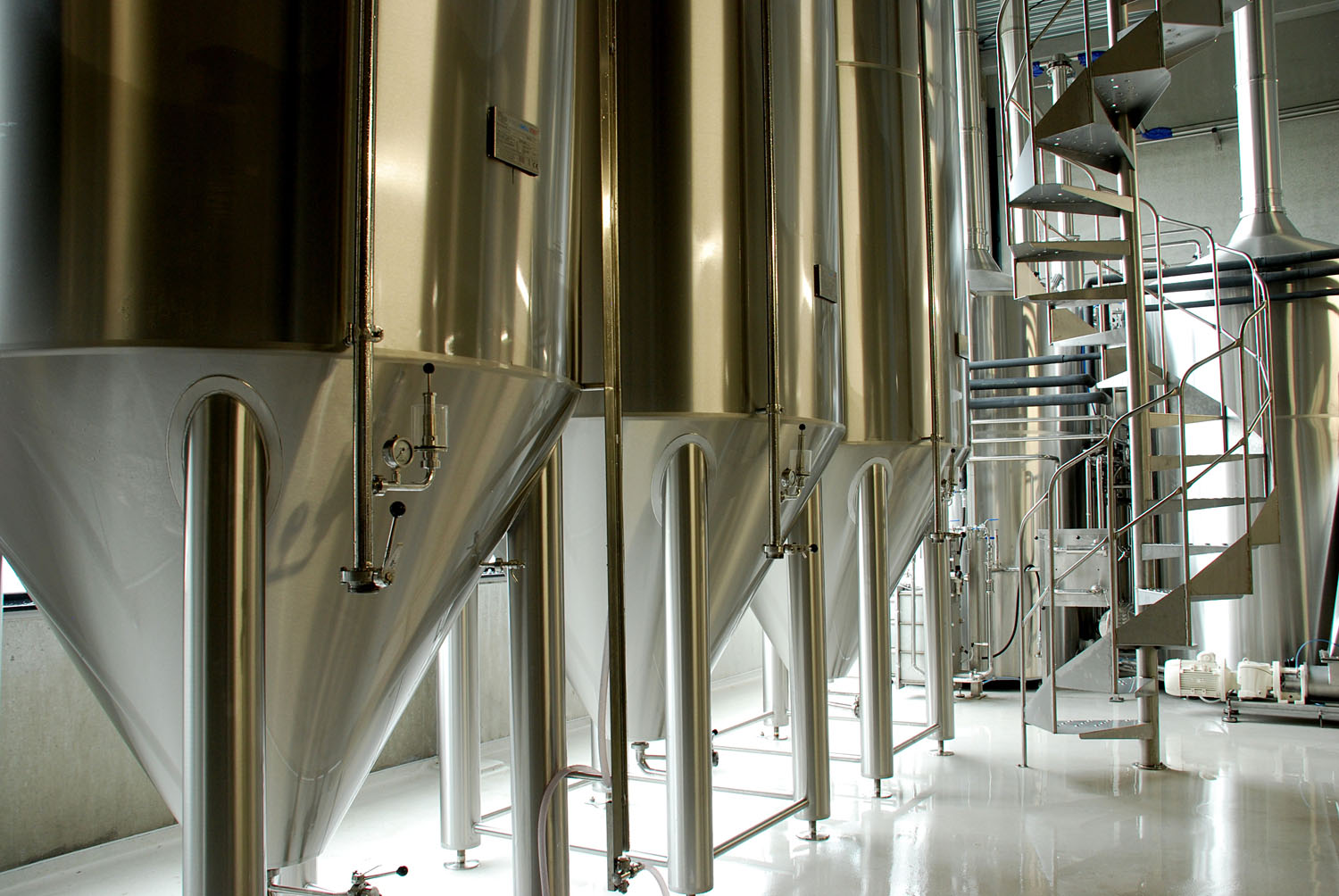
Brouwerij Dilewyns gist- en lagertanks

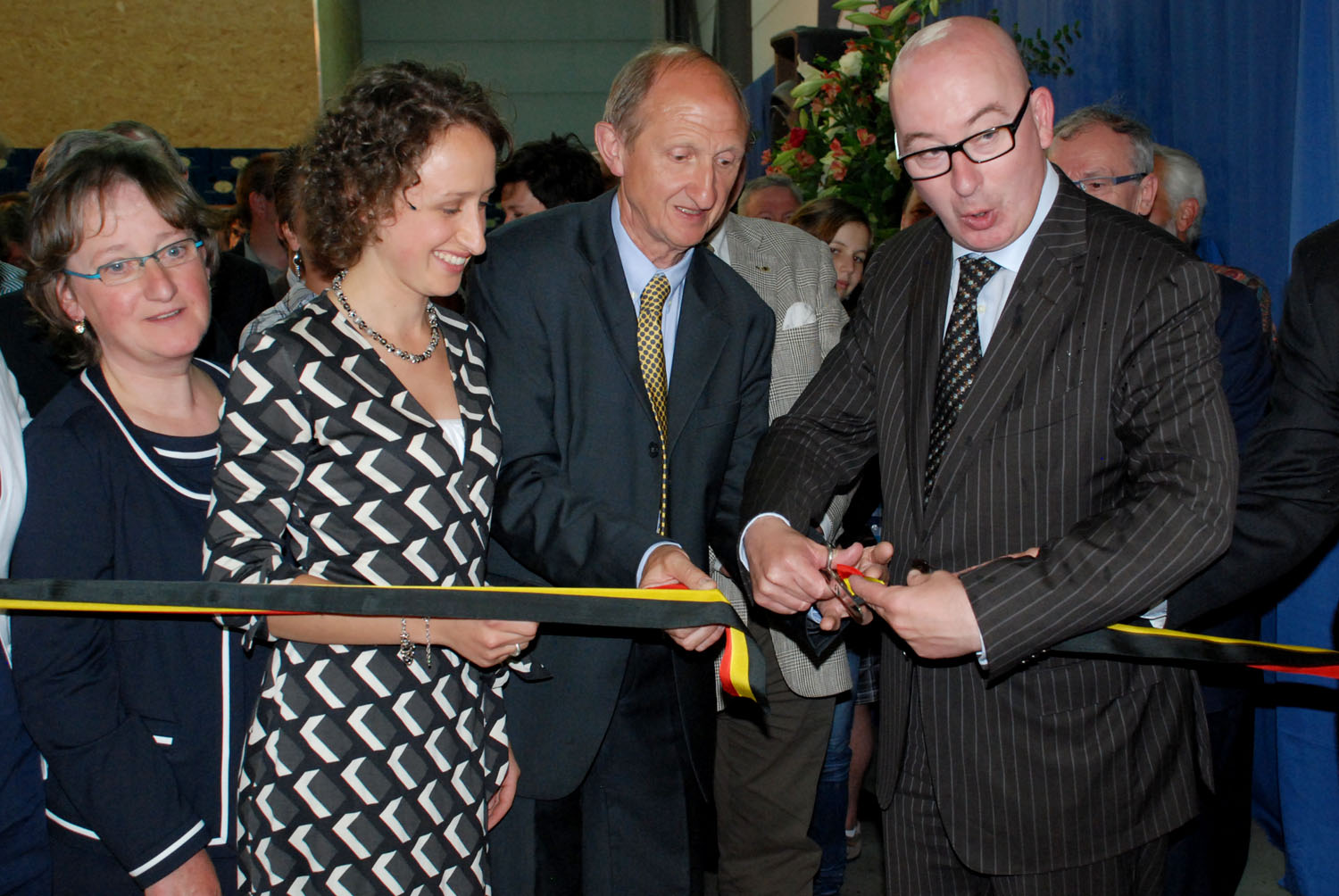
Brouwerij Dilewyns officiële opening 20 mei 2011

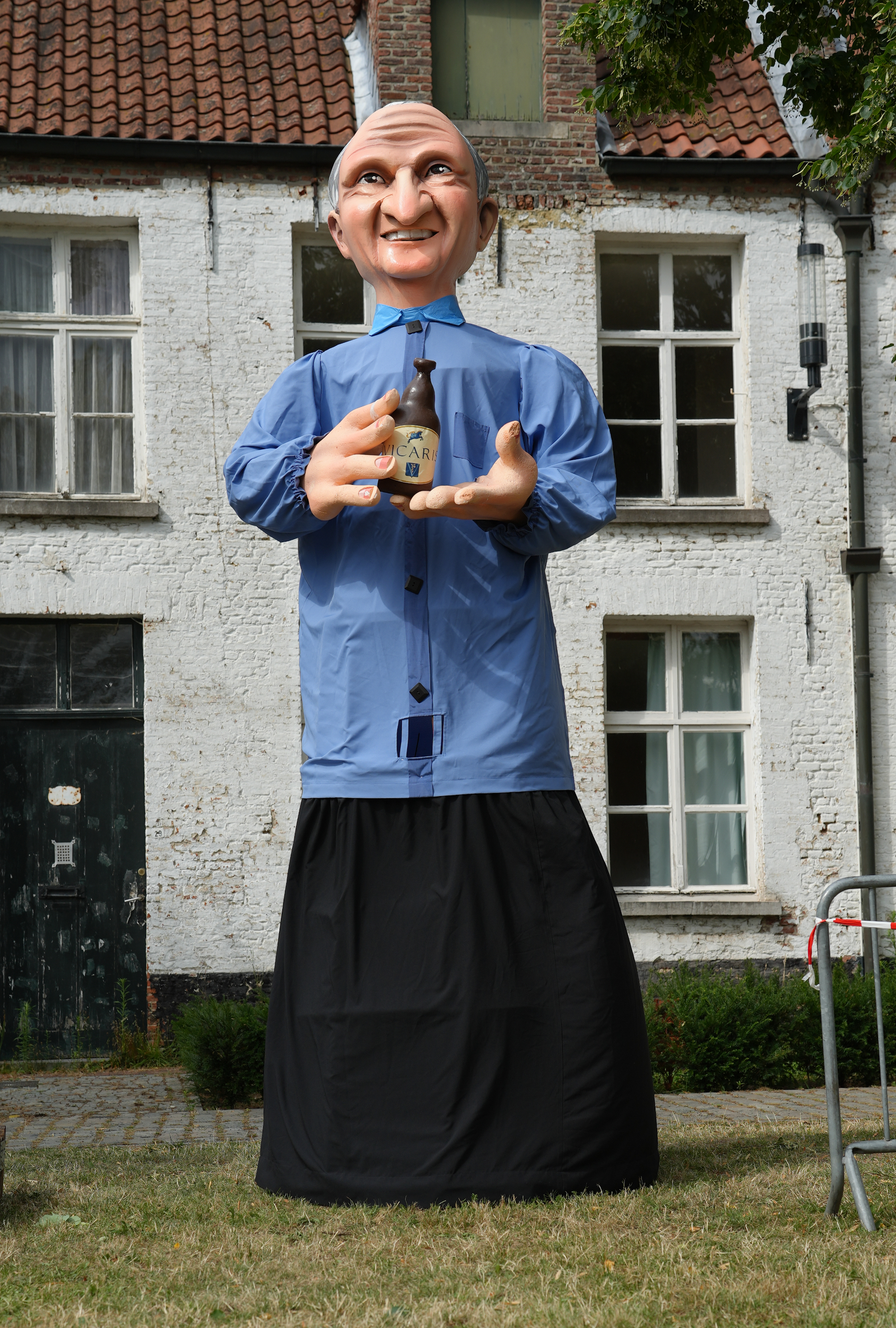
Reus Vicaris op de Pijndersfeesten in 2023

Brouwerij Dilewyns is een Belgische brouwerij in Dendermonde, Oost-Vlaanderen.
Zaakvoerders zijn oprichter Vincent Dilewyns, dochter Claire Dilewyns en echtgenoot Kristof Bastiaens 

## Geschiedenis
Vincent Dilewyns begon thuis in Grembergen als hobbybrouwer in 1999 bieren voor eigen gebruik te brouwen. In 2005 werd hem gevraagd een eigen bier te serveren ter gelegenheid van de voorstelling van een boek dat zijn broer uitgaf. Hij liet 1250 liter van zijn eigen bier, onder de naam Vicaris brouwen bij De Proefbrouwerij te Lochristi. Omdat de vraag naar dit bier zo groot was werd ook een tweede brouwsel geproduceerd. Het gamma werd uitgebreid met Vicaris Generaal en Vicardin. Zijn bieren kaapten de volgende jaren heel wat prijzen weg. Daardoor besliste hij om in 2008 zijn tandlabopraktijk stop te zetten en professioneel als bierfirma verder te gaan. In 2010 brouwde De Proefbrouwerij 700 hl Vicaris-bieren.
Einde 2010 werd een pand aangekocht in de industriezone Vlassenhout en een brouwerij, lagertanks, bottel- en etiketteermachine in Italië.
Op 20 mei 2011 vond de officiële opening plaats door de Dendermondse burgemeester Piet Buyse.

## Technische gegevens
- Brouwinstallatie: 2500 liter per brouwsel
- Vier gist- en lagertanks van 8,5 meter hoogte, nuttige capaciteit 80HL
- Productiecapaciteit 15.000 hl/jaar

## Bieren
- Vicaris Tripel, blond, 8,5%
- Vicaris Generaal, donker, 8,5%

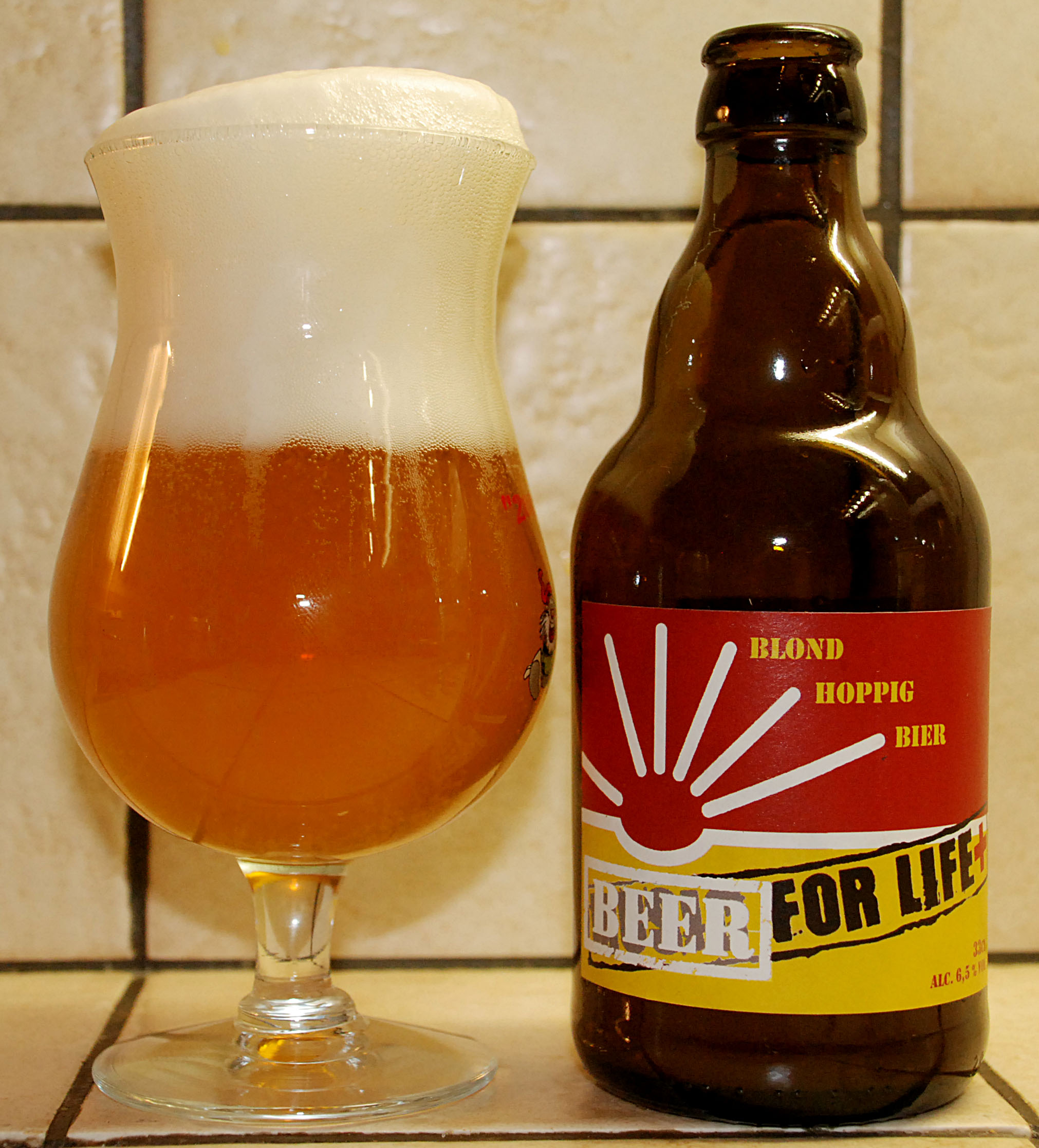
Beer for Life

- Vicaris Tripel-Gueuze, het vroegere Vicardin, een blend van geuze van Brouwerij Boon en Vicaris Tripel, 7%
- Vicaris Winter,  donkere quadrupel, 10%
- Vicaris Quinto, blond, 5%, de eerste maal gebrouwen tijdens de opening en vanaf 2012 op de markt.
- Vicaris Lino, blond, 6.5%, bier met vlas van eigen teelt, eerste maal gebrouwen in 2020 als lustrumbier
- Vicaris NANO, Alcoholvrij blond 0,3%. Glutenvrij/Vegan.
- Vicaris ROSSO, Alcoholvrij kriekbier 0,28%. Glutenvrij/Vegan.
- Moat, blond 6,5%, bier in opdracht gebrouwen van Brouwerij Moat in Zedelgem.
- Beer for Life, blond, 6,5%, gebrouwen samen met de studenten "brouwerij" van CVO Panta Rhei te Gent ten voordele van Music For Life 2011.
- Pajnner, blond, gebrouwen door Brouwerij Dilewyns in opdracht van de Dendermondse Gilde der Vrije Pijnders.[1]

## Trivia
- Vincent Dilewyns kwam in de (lokale) media toen hij zijn 4 dochters naar voor schoof als kandidaten om in 2010 als Aymonskinderen op het Dendermondse Ros Beiaard te zitten tijdens de 10-jaarlijkse Ros Beiaardommegang. Volgens de reglementen dienen dit echter 4 broers te zijn, wat dan ook gebeurde. Op het etiket van de Vicaris prijkt echter nog steeds een paard met 4 vrouwen erop.
- In 2007 introduceerde het Grembergse Treuzencomité een reus genaamd Vicaris, gebaseerd op Vincent Dilewyns, in hun jaarlijkse reuzenstoet.[2] In 2014 werd deze reus gerestaureerd.[3][4]